# خداباوری آشکار
خداباوری آشکار (به انگلیسی: Open theism) که با نام الهیات باز نیز شناخته می‌شود، یک جنبش الهیاتی در مسیحیت است که به‌عنوان رد تلفیق فلسفه یونان و الهیات مسیحی توسعه یافته است. خداباوری آشکار نسخه‌ای از خداباوری مبتنی بر اراده آزاد است و از سنت خداباوری مبتنی بر اراده آزاد کلیسا ناشی می‌شود که به پدران اولیه کلیسا برمی‌گردد. خداباوری آشکار الهیاتی با انگیزه‌های کتاب مقدس و سازگار در باب آزادی انسان و الهی (به‌معنای آزادی‌خواهانه آن) مطرح می‌شود، با تأکید بر این‌که این آزادی برای محتوای پیش‌گویی و اعمال قدرت خداوند چه معنایی دارد.
توماس جی اورد الهی‌دانِ خداباور آشکار، چهار مسیر را برای الهیاتِ باز و رابطه‌ای مشخص می‌کند:
1. پیروی از شهادت کتاب مقدس
2. مضامین زیر در برخی از سنت‌های الهیاتی مسیحی
3. پیروی از فلسفه اراده آزاد
4. در مسیر آشتی دادن ایمان و علم

راجر ای. اولسون گفت که خداباوری آشکار «مهم‌ترین جنجال درباره دکترین خدا در اندیشه انجیلی» را در اواخر قرن بیستم و اوایل قرن بیست و یکم برانگیخته است.

## استدلال‌های فلسفی
خداباورانِ آشکار معتقدند که خداباورانِ سنتیِ کلاسیک صفات خدا در مسیحیت را به شیوه‌ای نامنسجم در کنار هم قرار می‌دهند. ویژگی‌های کلاسیک اصلی به شرح زیر است:
- خیر مطلق: خدا معیار کمال اخلاقی، خیرخواه مطلق و کاملاً مهربان است.
- بساطت: خدا هیچ جزئی ندارد، قابل تفکیک نیست و هیچ صفتی جدا از وجود خود ندارد.
- تغییرناپذیری: خدا از هیچ نظر نمی‌تواند تغییر کند.
- بی‌اثری: خدا نمی‌تواند تحت تأثیر نیروهای خارجی قرار گیرد.[۹]
- حضور مطلق: خدا در همه جا حضور دارد، یا به طور دقیق‌تر، همه چیز جایگاه خود را در خدا می‌یابد.[۱۰]
- دانایی مطلق: خدا کاملاً همه چیز را می‌داند: به همه حقایق ایمان دارد و به همه باطل‌ها کفر می‌ورزد. علم خدا کامل است.
- قدرت مطلق: خدا می‌تواند هر کاری انجام دهد زیرا او قادر مطلق است و توسط نیروهای خارجی محدود نمی‌شود.

تناقضات ادعایی در ویژگی‌های سنتی توسط خداباوران و خداناباوران آشکار به‌طور یکسان مورد اشاره قرار گرفته است. جورج اچ. اسمیت، نویسنده و مدرس آتئیست، در کتاب خود آتئیسم: استدلالی علیه خدا می‌نویسد که اگر خدا وجود داشته باشد، نمی‌تواند قادر مطلق باشد زیرا: «اگر خدا آینده را با قطعیتی خطاناپذیر می‌دانست، نمی‌توانست آن را تغییر دهد؛ که در این صورت نمی‌توانست قادر مطلق باشد. با این حال، اگر خدا بتواند آینده را تغییر دهد، نمی‌تواند دانش خطاناپذیری از آن داشته باشد.»
خداباوریِ آشکار همچنین به این پرسش پاسخ می‌دهد که چگونه خدا می‌تواند بی‌عیب و نقص و قادر مطلق باشد، حتی با وجود این‌که شر در جهان وجود دارد. اچ. روی السِت مثالی از والدینی می‌زند که با اطمینان می‌دانند اگر به فرزندشان اسلحه بدهند، بیرون می‌رود و کسی را می‌کشد. السِت استدلال می‌کند که اگر والدین واقعاً اسلحه را به کودک داده باشند، در آن صورت والدین مسئول آن جرم خواهند بود. با این حال اگر خدا در مورد نتیجه مطمئن نبود، آنگاه خدا در قبال آن عمل مقصر نبود؛ فقط کسی که آن عمل را انجام داده گناهکار بود. برعکس، یک مسیحی ارتدوکس ممکن است بکوشد تا یک تئودیسه را بر رستاخیز، هم رستاخیز مسیح و هم رستاخیز عمومی آینده، بنا کند، اگرچه این پاسخ سنتی به شر نیست.